# Шредер, Иван Николаевич
Ива́н Никола́евич Шре́дер, Шрёдер (1835, Санкт-Петербург — 2 [15] ноября 1908, Санкт-Петербург) — русский скульптор, академик Императорской Академии художеств.

## Биография
Принадлежал к дворянскому роду из Кёнигсберга, родился в семье Витебского губернатора Н. И. Шредера.
Воспитывался в пажеском Его Величества корпусе, откуда был выпущен корнетом в лейб-гвардии уланский полк. Воевал в осаждённом Севастополе в Крымскую войну, по её окончании вышел в отставку с целью посвятить себя всецело скульптуре, которой занимался перед тем любительски, пользуясь советами профессора барона П. К. Клодта.
Поступил в ученики Императорской Академии художеств в 1857 году, под руководство Н. С. Пименова. Ещё посещая классы академии, вылепил десять крупномасштабных статуй для новгородского памятника «Тысячелетие России» М. О. Микешина; был награждён орденом Св. Анны 3-й степени.
По окончании курса в 1863 году уехал в Италию; четыре года работал в Южной Америке. В 1869 году, Академия художеств, за представленный ей бюст А. И. Киреевской, присудила ему звание академика.
Большинство выполненных с того времени работ Шредера относится к монументальной скульптуре. За памятник Нахимову в Севастополе пожалован орденом Св. Владимира 3 степени.
И. Н. Шредер автор ряда известных памятников:

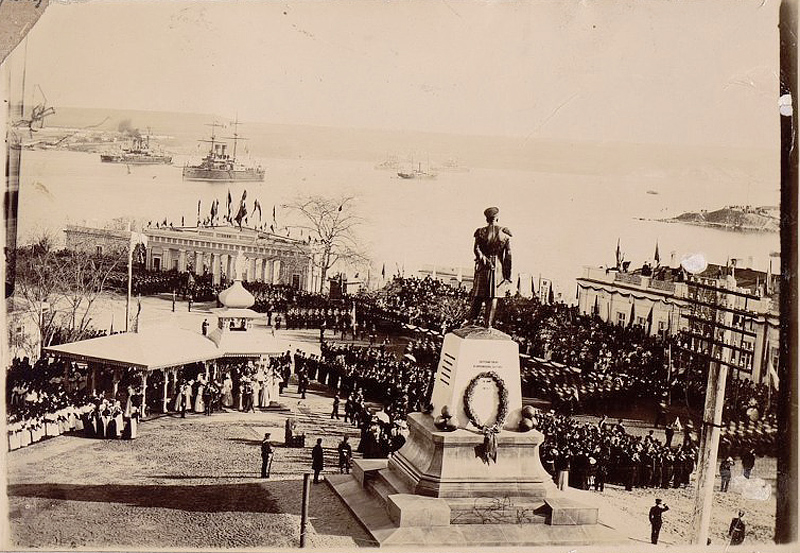
Россия. Севастополь. Открытие памятника Нахимову. 1898 год.

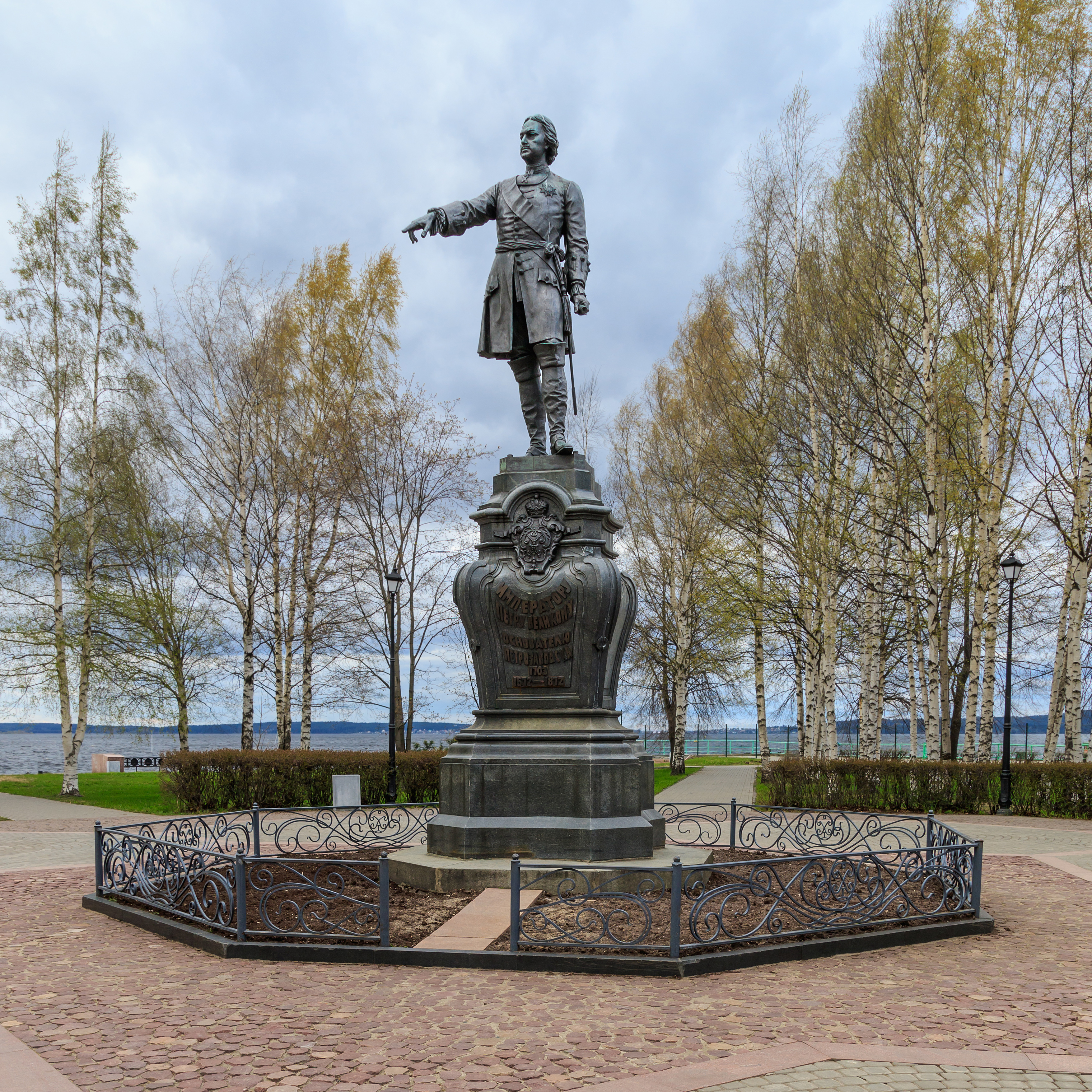
Памятник Петру I в Петрозаводске

- Памятник Ф. Ф. Беллинсгаузену (1870, Кронштадт)
- Памятник графу А. А. Бобринскому (1872, Киев, не сохранился)
- Памятник Петру I (1873, Петрозаводск)[2]
- Памятник И. Ф. Крузенштерну (1873, Санкт-Петербург)
- Александру II в Петрозаводске (1885; не сохранился)[3] и Самаре (1889, не сохранился)
- принцу П. Г. Ольденбургскому (1889, Санкт-Петербург; был утрачен, реконструирован)[4])
- Памятник Н. М. Пржевальскому (1892, Санкт-Петербург)
- Памятник В. А. Корнилову (1895, Севастополь, был утрачен, реконструирован)
- П. С. Нахимову (1898, Севастополь, был утрачен, реконструирован)
- Памятник А. С. Пушкину (1899, Санкт-Петербург)[5]
- Памятник Э. И. Тотлебену (1909, Севастополь, был утрачен, реконструирован).

Им исполнены модель памятника Екатерины II, находящегося в Царском Селе, а также довольно большое число портретных бюстов — бюст генерал-адъютанта Кауфмана для ташкентского военного собрания и двенадцать бюстов севастопольских героев — для московского исторического музея.
Герб Шредера внесён в Общий гербовник дворянских родов Российской империи, часть 13, стр. 169.
Был похоронен в Александро-Невской лавре на Никольском кладбище; могила считается утраченной.

## Семья
Жена (с 1 октября 1872) — дочь вице-адмирала Вальронда, Лидия Ростиславовна. У них родился 22 января 1877 года сын Николай.